# Угловое (Курганская область)
Угловое — село в Куртамышском районе Курганской области России. В рамках организации местного самоуправления входит в муниципальное образование Куртамышский муниципальный округ (с 2005 до 2021 гг. — муниципальный район).

## География
Деревня находится в южной части области, в пределах юго-западной части Западно-Сибирской равнины, в лесостепной зоне.

### Климат
Климат характеризуется как континентальный, с холодной продолжительной малоснежной зимой и тёплым сухим летом. Среднегодовая температура — −1 °C. Средняя температура воздуха самого холодного месяца (января) составляет −17,7 °C (абсолютный минимум — −49 °С); самого тёплого месяца (июля) — 19 °C (абсолютный максимум — 41 °С). Безморозный период длится 113 дней. Годовое количество атмосферных осадков — 344 мм, из которых 190—230 мм выпадает в вегетационный период. Продолжительность периода с устойчивым снежным покровом равна 161 дню.

## История
В 1964 г. Указом Президиума ВС РСФСР хутор № 6 переименован в деревню Угловая.

### Административно-территориальная принадлежность
До 2017 года административный центр Угловского сельсовета, упразднённого Законом Курганской области от 25 октября 2017 года N 95
До 24 мая 2021 года, согласно Закону Курганской области от 12 мая 2021 года № 48, Угловое входило в состав Советского сельсовета, упразднённый в связи с преобразованием муниципального района в муниципальный округ.

## Население
| 1989 | 2002 | 2010 |
| ---- | ---- | ---- |
| 201  | ↗220 | ↘96  |

### Национальный и гендерный состав
Согласно результатам переписи 2002 года, в национальной структуре населения русские составляли 67 %, казахи 27 % из 220 чел., из них 108 мужчин, 112 женщин.

## Инфраструктура
Основа экономики — сельское хозяйство.
Действует ФАП.

## Транспорт
Деревня доступна автотранспортом.